# Diocèse d'Oakland
Le diocèse d'Oakland (Dioecesis Quercopolitana) est un siège de l'église catholique aux États-Unis, suffragant de l'archidiocèse de San Francisco. En 2021, il comptait 581 390 baptisés pour 2 926 535 habitants. Depuis 2013, il est tenu par Michael Barber S.J..

## Territoire
Le diocèse comprend les comtés d'Alameda et de Contra Costa en Californie septentrionale au bord de la baie de San Francisco.
Le siège épiscopal se trouve à Oakland, à la cathédrale du Christ-Lumière (en) (Christ the Light).
Le territoire s'étend sur 3 798 km2 et il est subdivisé en 82 paroisses (2021).

## Histoire

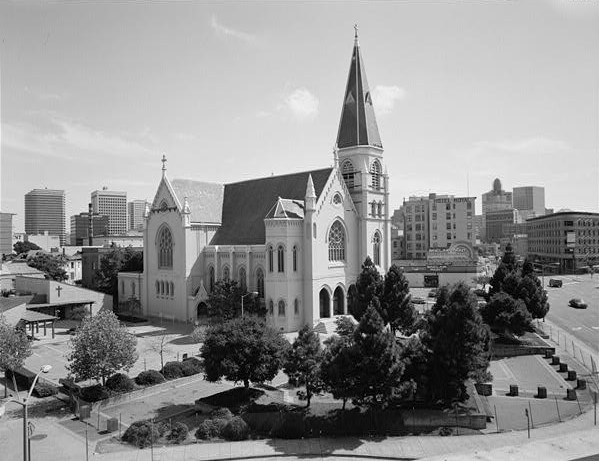
L'ex cathédrale Saint-François-de-Sales.

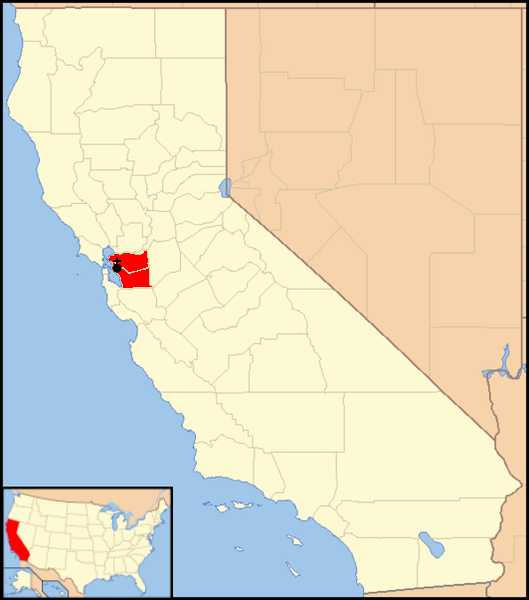
Emplacement du diocèse d'Oakland dans la province ecclésiastique de San Francisco.

La première messe célébrée dans ce qui allait devenir ce diocèse l'a été le 27 mars 1772, par le P. Juan Crespí au bord du lac Merritt. La mission San José est érigée vingt-cinq ans plus tard, devenant ainsi la première paroisse de la région, dans ce qui allait être Frémont. Au fil du temps, cette mission devient la plus prospère de Californie. Après avoir été sécularisé par le gouvernement franc-maçon mexicain, son domaine continue d'accueillir de nombreuses familles de pionniers.
Dans les années 1820, la famille Peralta, propriétaire de l'immense territoire du futur comté d'Alameda, fait construire une chapelle au Rancho San Antonio (aujourd'hui à Californie). La chapelle est desservie par des prêtres de la mission et elle est placée sous le vocable de saint Antoine.
La région est comprise dans le nouveau diocèse des Deux-Californies en 1840. Après la conquête de la Californie par les États-Unis en 1850, ce diocèse est divisé avec d'une part le diocèse de Monterey pour le côté américain et un autre diocèse du côté mexicain. En 1853, Mgr Alemany (en), évêque de Monterey, transfère son siège à San Francisco dont il devient le premier archevêque. À l'époque, la mission San José  est la seule paroisse de l'East Bay.
En 1858, Mgr Alemany envoie le P. James Croke pour ouvrir une paroisse à Oakland : le P. Croke fonde la paroisse de l'Immaculée-Conception à l'angle de la 8e rue et de la rue Jefferson.
Au tournant du siècle, de nouvelles paroisses sont fondées à Berkeley, Frémont, Livermore, Hayward, Oakland et San Leandro pour répondre à l'afflux de population à East Bay.
Le diocèse est érigé le 13 janvier 1962 par la bulle Ineunte vere de Jean XXIII, recevant son territoire de l'archidiocèse de San Francisco.
Le 4 juillet 1962, par la lettre apostolique Ex opportuno, Jean XXIII proclame la Bienheureuse Vierge Marie, Reine du monde, patronne principale du diocèse.
Le 21 juin 2008, la cathédrale est transférée à la nouvelle église du Christ-Lumière-du-Monde par le décret Ut spirituali de la congrégation pour les évêques. La précédente cathédrale, dédiée à saint François de Sales avait été détruite par le tremblement de terre de 1989.

## Ordinaires
- 27 janvier 1962-† 26 avril 1977 : Floyd Begin (Floyd Lawrence Begin)
- 3 mai 1977-1er octobre 2003 : John Cummins (John Stephen Cummins)
- 1er octobre 2003-5 janvier 2009 : Allen Vigneron (Allen Henry Vigneron), transféré à Détroit.
- 23 mars 2009-27 juillet 2012 : Salvatore Cordileone (Salvatore Joseph Cordileone), transféré à San Francisco.
- depuis le 3 mai 2013 : Michael Barber (Michael Charles Barber), SJ

## Statistiques
Le diocèse comptait en 2016 un nombre de 575.029 baptisés pour 2.895.761 habitants (19,9%) du total.
- En 1962, il comptait 329.040 baptisés pour 1.314.700 habitants (25%) servis par 285 prêtres (148 diocésains et 137 réguliers), 170 religieux et 736 religieuses dans 87 paroisses.
- En 1976, il comptait 345.965 baptisés pour 1.724.829 habitants (20,1%) servis par 355 prêtres (155 diocésains et 200 réguliers), 532 religieux et 662 religieuses dans 84 paroisses.
- En 1990, il comptait 423.037 baptisés pour 1.909.875 habitants (22,1%) servis par 324 prêtres (155 diocésains et 169 réguliers), 58 diacres, 390 religieux et 458 religieuses dans 90 paroisses.
- En 2000, il comptait 510.175 baptisés pour 2.318.522 habitants (22%) servis par 285 prêtres (187 diocésains et 98 réguliers), 78 diacres, 247 religieux et 258 religieuses dans 89 paroisses.
- En 2006, il comptait 529.841 baptisés pour 2.464.379 habitants (21,5%) servis par 277 prêtres (177 diocésains et 100 réguliers), 102 diacres, 295 religieux et 460 religieuses dans 86 paroisses.
- En 2016, il comptait 575.029 baptisés pour 2.895.761 habitants (19,9%) servis par 364 prêtres (183 diocésains et 181 réguliers), 110 diacres, 372 religieux et 332 religieuses dans 82 paroisses.